# ПСК Фарма
«ПСК Фарма» — часть группы компаний «Рус Биофарм», интегрированной биофармацевтической компании полного цикла производства, основанной в 2012 году. Является резидентом особой экономической зоны «Дубна». Профиль деятельности — разработка и производство импортозамещающих лекарственных средств для лечения социально значимых заболеваний в различных нозологиях: от синтеза субстанций до готовой лекарственной формы. По итогам 2021 и 2022 годов «ПСК Фарма» стала лидером среди фармацевтических компаний по производству пульмонологических препаратов в России, заместив полный портфель по данной нозологии. Приоритетные направления отечественного фармацевтического производителя: генно-инженерные биологические препараты, полная линейка препаратов для терапии астмы и ХОБЛ, препараты для таргетной терапии аутоиммунных и орфанных заболеваний. Также на заводе разрабатываются и производятся препараты для терапии ВИЧ, туберкулёза, болезней желудочно-кишечного тракта и центральной нервной системы. 80% препаратов компании относятся к Перечню жизненно необходимых и важнейших лекарственных препаратов (ЖНВЛП): «Респифорб Комби», «Респикомб», «Респисальф Эйр» и другие.

## Руководство
Президентом и основателем «Рус Биофарм» является Сатия Карм Пуния, должность генерального директора «ПСК Фарма» занимает Евгения Шапиро.

## История
«Рус Биофарм» как интегрированная биофармацевтическая компания была образована в 2012 году.
В 2014 году основан биофармацевтический завод группы компаний «Рус Биофарм» — ООО «ПСК Фарма».
В 2016 году ООО «ПСК Фарма» стал резидентом ОЭЗ ТВТ (технико-внедренческого типа) «Дубна».
В 2018 году учредитель ООО «ПСК Фарма» Сатия Карм Пуния с губернатором Подмосковья Андреем Воробьевым подписали соглашение о намерениях по созданию в Дубне фармзавода.
Московская область с «ПСК Фарма» заключила офсетный контракт на поставку 26 наименований лекарств для лечения бронхо- и онкозаболеваний в течение 7 лет. В рамках данного контракта компания разработала и обеспечила поставку 4-х впервые воспроизведенных в России лекарственных препаратов.
В 2020 году начался коммерческий выпуск продукции.
В 2021 году компания стала лидером по количеству пульмонологических препаратов в своем портфеле в России.
«ПСК Фарма» удалось удержать лидерство по количеству ингаляционных препаратов в портфеле и в 2022 году. Было произведено более 2,1 млн упаковок с дозированными порошками для ингаляций, более 1,3 млн дозированных аэрозолей для ингаляций, около 600 тыс. упаковок со стерильными лекарственными препаратами.
Компанией были начаты работы по строительству второй очереди завода в ОЭЗ «Дубна» для разработки и производства высокотехнологичных лекарственных средств и фармацевтических субстанций. Запущен цех для разработки и производства собственных химических субстанций. «ПСК Фарма» расширила географию поставок: получены регистрационные удостоверения на реализацию лекарственных препаратов на рынках Республики Беларусь и Республики Узбекистан. В 2022 году был заключен второй офсетный контракт на поставку Московской области препаратов для терапии сердечно-сосудистых заболеваний, ингаляционных препаратов, иммунодепрессантов, медикаментов для лечения легочной гипертензии, ревматоидного артрита и других заболеваний. Компания стала членом ассоциации «РОСМЕДПРОМ», ТПП России и ТПП Московской области.
В 2023 году «ПСК Фарма» увеличила размер инвестиций в строительство биотехнологического комплекса в Дубне до 5 млрд руб, расширив площади капитальных объектов второй очереди до 31 тыс. кв.м. Компания 2-й год подряд стала лидером среди поставщиков лекарственных препаратов для терапии астмы и ХОБЛ. По итогам I квартала «ПСК Фарма» (в составе группы компаний «Рус Биофарм») вошла в ТОП-5 отечественных производителей по объему поставок лекарственных препаратов.

## Портфель компании
Портфель компании насчитывает более 60 наименований лекарственных препаратов, выведенных на рынок. Еще более 70 современных лекарственных средств находятся в разработке, на этапах проведения клинических исследований и регистрации. 80% препаратов компании относятся к перечню ЖНВЛП («Азитромицин ПСК», «Фосампренавир ПСК», «АриоСэвен», «Фамотидин ПСК», «Левосимендан ПСК», «Терифлуномид ПСК», «Этравирин ПСК», «Молнупиравир ПСК», «Этанерцепт ПСК», «Деферазирокс ПСК», «Лакосамид ПСК»), остальные — сопутствующие. В ближайшие 10 лет компания планирует увеличить рост оборотов и количество выпускаемой продукции в 10 раз: объем инвестиций, направленный на разработку и регистрацию новых продуктов, а также запуск новых производственных линий составляет 5 млрд рублей.
Одним из ключевых направлений деятельности «ПСК Фарма» является пульмонология. Завод производит полную линейку пульмонологических препаратов для лечения бронхиальной астмы и хронической обструктивной болезни легких (ХОБЛ) во всех существующих лекарственных формах. В число разработок «ПСК Фарма» входит «Флутиказон Эйр», «Беклометазон Эйр», «Сальбутамол Эйр», «Ипратропиум Эйр», «ПАСК», «Лакосамид ПСК», «Ритонавир ПСК» и другие. Компания с 2021 года удерживает за собой статус национального лидера по количеству произведенных ингаляционных препаратов в портфеле. Аналитики Headway подсчитали, что государственный сектор за январь 2022 — январь 2023 гг. для лечения астмы/ХОБЛ закупил лекарственных препаратов на 11,2 млрд руб. Лидером среди поставщиков для государственного сегмента как в денежном, так и в натуральном выражении в данном периоде стала «ПСК Фарма». Компания поставила 3,2 млн упаковок препаратов по 21 МНН в различных лекарственных формах: дозированные аэрозоли для ингаляций, капсулы с порошком для ингаляций и растворы для ингаляций.

## Препараты в рамках импортозамещения
«ПСК Фарма» является одним из ключевых игроков российской фармацевтической отрасли, способствующих импортозамещению и принимает активное участие в реализации правительственной программы ФАРМА 2030. Компания запускает новое производство желатиновых капсул, которые до последнего времени в основном импортировались в Россию из-за рубежа. В её планах — заменить всех иностранных производителей, полностью обеспечив капсулами не только российские фармкомпании, но и компании СНГ.
К настоящему времени портфель «ПСК Фарма» содержит ряд импортозамещающих препаратов, среди которых Тофара®, «Респинекс» и Респихейл®, «Деферазирокс ПСК» и другие. В ТОП-10 МНН по «импортозамещению» в 2022 году вошли 4 препарата, произведенных «Рус Биофарм»: «Респифорб», «Респикомб Эйр», «Этанерцеп», «Респисальф Эйр».
«ПСК Фарма» является разработчиком первого российского воспроизведённого препарата на основе пэгфилграстима — «Поэксо», а также получила регистрационное удостоверение на отечественный препарат на основе даптомицина. Компанией был зарегистрирован инфузионный фосапрепитант для предупреждения острой и отсроченной тошноты и рвоты, обусловленных высоко- или умеренноэметогенной противоопухолевой химиотерапией «Фосапрепитант ПСК». Также «ПСК Фарма» принадлежит единственный на отечественном рынке препарат, содержащий в качестве действующего вещества ингаляционный топический глюкокортикостероид — циклесонид, «Асмалиб Эйр» и первый отечественный севеламер для терапии ХБП.
Разработка «Колистиметата натрия» и «Тобрамицина» — первых полностью отечественных антибактериальных препаратов для лечения муковисцидоза — кардинально изменила ситуацию на фармацевтическом рынке: позволила выйти отечественному здравоохранению из зависимого положения от стран-импортеров и устранила угрозу отсутствия ЖНВЛП.

## Производственные мощности
Завод «ПСК Фарма» является резидентом Особой экономической зоны «Дубна». На данный момент компания имеет 14,5 тыс. кв. м производственных помещений, которые оснащены всем необходимым аналитическим и производственным оборудованием, а производственный процесс ведется в строгом соответствии с международными и национальными стандартами. На заводе функционируют 8 производственных линий, а также производство по выпуску фармацевтических субстанций. Данный цех позволяет осуществлять производство продукции по полному циклу: от синтеза действующего вещества до вывода на рынок готового продукта, обеспечивая независимость от импортного сырья.
«ПСК Фарма» изготавливает препараты в 9-ти лекарственных формах: капсулы, таблетки, порошки, растворы и концентраты, лиофилизаты и др..

## Награды и премии
- Лауреат в номинации «Лучший налогоплательщик года» международной премии Общественного фонда содействия развитию предпринимательства, 2015 год[47].
- Звание инвестора года по версии ОЭЗ ТВТ «Дубна», 2019 год.
- Победа в номинации «Лучший фармацевтический производитель России» бизнес-премии «Russian Business Guide. Люди года — 2020», 2020 год[48].
- Благодарственное письмо учредителю за высокий профессионализм, большой вклад в развитие здравоохранения Московской области, 2021 год.
- Победа в номинации «Топ-менеджер Фармпром» по версии Vademcum, 2022 год[49].
- Лидер в специальной номинации «Россия — Индия» бизнес-премии «Russian Business Guide. Люди года», 2023 год[50].
- Победа в номинации «За проект по импортозамещению» во Всероссийском конкурсе РСПП «Лидеры российского бизнеса: динамика, ответственность, устойчивость – 2022»[51].